# Ceanu Mare
Ceanu Mare (en hongarès Mezőcsán en trans. "Ceanu Grans Planes") és una comuna de Cluj-Napoca, Transsilvània, Romania. El poble està situat al sud-est de Cluj, a 20 km de Turzii, a 30 km de Turda i a 60 km de Cluj-Napoca.
El lloc també és conegut amb els noms hongaresos Mezőnagycsán i Csán.

## Localització geogràfica
El municipi de Cătina es troba a la conca de Transsilvània, a la vall del riu Valea Largă, afluent de l'Arieș. Al sud-est del comtat de Cluj, a la carretera comarcal (Drum județean) DJ 161A és el centre comunitari a uns 25 km al nord-est de la ciutat de Turda (Thorenburg) i uns 40 km al sud-est de la capital del districte Cluj-Napoca (Klausenburg).
El municipi de Ceanu Mare té una superfície de 134 km², amb una població de 4.152 habitants (2009), que viuen a Ceanu Mare i a les poblacions de Boian, Boldut, Ciurgau, Dosu napului, Fanate, Hodai-Boian, Iacobeni, Morţeşti, Starcu, Strucut i Valea lui Cati.

## Història
El lloc Ceanu Mare va ser esmentat per primera vegada en un document el 1293 Segons J. Téglás, les troballes arqueològiques a la zona del poble incorporat de Boian (Mezőbő en hongarès) indiquen assentament en època romana
amb el nom de Chan en un document de la Cancelleria del rei Andreu d'Hongria. Satele Boian i Iacobeni es mencionen al segle xiv i els altres assentaments del poble es van establir després de l'Edat Mitjana. Més tard, el 1439 es menciona com a Mesechan i el 1449 com a Mezewchany.
El lloc va guanyar un cert protagonisme quan el 18 de setembre de 2001, l'aleshores canceller alemany Gerhard Schröder volia visitar la tomba del seu pare, el caporal Fritz Schröder, mort el 4 d'octubre de 1944 amb 32 anys a prop de la ciutat de Turda (Thorenburg). Degut als fets de l'11 de setembre de 2001 (atac al World Trade Center i al Pentàgon) la visita va ser cancel·lada. L'agost del 2004 Gerhard Schroeder, acompanyat del president romanès Ion Iliescu va visitar el cementiri del poble on estaven enterrats a la fossa comuna altres vuit soldats.